# Thibault Peyre
Thibaut Peyre (Martigues, 3 ottobre 1992) è un calciatore francese, difensore dell'Al-Jandal.

## Caratteristiche tecniche
È un terzino destro.

## Carriera

### Club
Ha esordito l'11 gennaio 2014 in un match vinto 1-0 contro l'Anversa.

## Statistiche

### Presenze e reti nei club
Statistiche aggiornate al 7 luglio 2017.
| Stagione             | Squadra              | Campionato           | Campionato | Campionato | Coppe nazionali | Coppe nazionali | Coppe nazionali | Coppe continentali | Coppe continentali | Coppe continentali | Altre coppe | Altre coppe | Altre coppe | Totale | Totale | Totale |
| Stagione             | Squadra              | Comp                 | Pres       | Reti       | Comp            | Pres            | Reti            | Comp               | Pres               | Reti               | Comp        | Pres        | Reti        | Pres   | Reti   |        |
| -------------------- | -------------------- | -------------------- | ---------- | ---------- | --------------- | --------------- | --------------- | ------------------ | ------------------ | ------------------ | ----------- | ----------- | ----------- | ------ | ------ | ------ |
| 2012-2013            | Tolosa 2             | CFA2                 | 22         | 1          |                 | -               | -               |                    | -                  | -                  |             | -           | -           | 22     | 1      |        |
| 2013-gen. 2014       | Lilla 2              | CFA                  | 9          | 0          |                 | -               | -               |                    | -                  | -                  |             | -           | -           | 9      | 0      |        |
| gen.-giu. 2014       | R.E. Mouscron        | TK                   | 10         | 1          | CB              | 5               | 0               |                    | -                  | -                  |             | -           | -           | 15     | 1      |        |
| 2014-2015            | R.E. Mouscron        | PL                   | 22         | 0          | CB              | 0               | 0               |                    | -                  | -                  |             | -           | -           | 22     | 0      |        |
| 2015-2016            | R.E. Mouscron        | PL                   | 12         | 1          | CB              | 1               | 0               |                    | -                  | -                  |             | -           | -           | 13     | 1      |        |
| 2016-2017            | R.E. Mouscron        | PL                   | 22+7       | 0+1        | CB              | 1               | 0               |                    | -                  | -                  |             | -           | -           | 30     | 1      |        |
| Totale R.E. Mouscron | Totale R.E. Mouscron | Totale R.E. Mouscron | 73         | 3          |                 | 7               | 0               |                    | -                  | -                  |             | -           | -           | 80     | 3      |        |
| Totale carriera      | Totale carriera      | Totale carriera      | 104        | 4          |                 | 7               | 0               |                    | -                  | -                  |             | -           | -           | 111    | 4      |        |